# NGC 3178
NGC 3178 في الفهرس العام الجديد، هي مجرة، تقع في كوكبة الشجاع. اكتشفت في 16 مارس 1836 بواسطة جون هيرشل.

## روابط خارجية
- NGC 3178 على موقع ويكي سكاي: DSS2, SDSS, GALEX, IRAS, Hydrogen α, X-Ray, Astrophoto, Sky Map, Articles and images